# Gustav Huber
Gustav Huber (13 maggio 1883 – 9 gennaio 1941) è stato un calciatore e allenatore di calcio austriaco.

## Statistiche

### Cronologia presenze e reti in nazionale
| Cronologia completa delle presenze e delle reti in nazionale ― Austria | Cronologia completa delle presenze e delle reti in nazionale ― Austria | Cronologia completa delle presenze e delle reti in nazionale ― Austria | Cronologia completa delle presenze e delle reti in nazionale ― Austria | Cronologia completa delle presenze e delle reti in nazionale ― Austria | Cronologia completa delle presenze e delle reti in nazionale ― Austria | Cronologia completa delle presenze e delle reti in nazionale ― Austria | Cronologia completa delle presenze e delle reti in nazionale ― Austria |
| Data                                                                   | Città                                                                  | In casa                                                                | Risultato                                                              | Ospiti                                                                 | Competizione                                                           | Reti                                                                   | Note                                                                   |
| ---------------------------------------------------------------------- | ---------------------------------------------------------------------- | ---------------------------------------------------------------------- | ---------------------------------------------------------------------- | ---------------------------------------------------------------------- | ---------------------------------------------------------------------- | ---------------------------------------------------------------------- | ---------------------------------------------------------------------- |
| 12-10-1902                                                             | Vienna                                                                 | Austria                                                                | 5 – 0                                                                  | Ungheria                                                               | Amichevole                                                             | 1                                                                      | Prima partita della nazionale austriaca                                |
| 11-10-1903                                                             | Vienna                                                                 | Austria                                                                | 4 – 2                                                                  | Ungheria                                                               | Amichevole                                                             | 1                                                                      |                                                                        |
| 2-6-1904                                                               | Budapest                                                               | Ungheria                                                               | 3 – 0                                                                  | Austria                                                                | Amichevole                                                             | -                                                                      |                                                                        |
| Totale                                                                 |                                                                        | Presenze                                                               | 3                                                                      |                                                                        | Reti                                                                   | 2                                                                      |                                                                        |

## Palmarès
Campionati austriaci: 18
Wiener 1898,1899,1900,1901,1902,1903,1904,1905,1906,1907,1908,1909,1910,
1911,1912,1913,1914,1915
Coppe d'Austria: 18
Wiener 1898,1899,1900,1901,1902,1903,1904,1905,1906,1907,1908,1909,1910,
1911,1912,1913,1914,1915
Supercoppe d'Austria: 18
Wiener 1898,1899,1900,1901,1902,1903,1904,1905,1906,1907,1908,1909,1910,
1911,1912,1913,1914,1915